# Passione (Andrea Bocelli)
Passione è un album del cantante italiano Andrea Bocelli, pubblicato nel 2013 dalla Sugar Music.

## Descrizione
Il disco contiene un repertorio che appartiene alla storia della musica intramontabile. Composto da diciotto brani (nella versione Deluxe) che Bocelli canta in sei lingue diverse - italiano, inglese, francese, spagnolo, portoghese e anche napoletano - l'album contiene collaborazioni internazionali come David Foster, Chris Botti, Jennifer Lopez e Nelly Furtado oltre al duetto con Édith Piaf. Questo ultimo duetto secondo Andrea Bocelli è "il vero colpo di scena del disco. È come se lei fosse tornata con noi per qualche minuto dopo averci lasciato cinquant'anni fa".
L'album raggiunge la prima posizione in classifica in Estonia, la seconda nella Billboard 200, nella Polish Music Charts, in Norvegia ed in Ungheria, la terza in Italia rimanendo per otto settimane nella Top 10, Svezia ed Irlanda, la quarta nella Billboard Canadian Albums e nella Czech Albums, la quinta in Olanda, la settima nella Official Albums Chart, l'ottava in Messico, la nona in Portogallo ed in Spagna (nella versione chiamata Pasión) e la decima in Nuova Zelanda. Nel 2013 ha venduto 2 894 copie in Corea del Sud.

## Tracce
1. Perfidia - Alberto Domínguez - [4:08]
2. Roma Nun Fa' La Stupida Stasera - Armando Trovaioli - [4:14]
3. Champagne - Depsa, Giampiero Jodice, Mimmo di Francia - [3:49]
4. Anema e core - Salve d'Esposito - [4:10]
5. Quizás, Quizás, Quizás (Jennifer Lopez) - Osvaldo Farrés - [3:18]
6. Era già tutto previsto - Riccardo Cocciante - [3:43]
7. Tristeza - Haroldo Lobo, Niltinho Tristeza - [3:24]
8. La Vie en rose (duetto virtuale con Édith Piaf) - Louis Guglielmi, Édith Piaf - [3:08]
9. Corcovado - Quiet Nights Of Quiet Stars (Nelly Furtado) - Antônio Carlos Jobim - [3:36]
10. Sarà Settembre (September Morn) - Gilbert Bécaud, Andrea Bocelli, Neil Diamond - [3:42]
11. Love in Portofino - Fred Buscaglione - [3:01]
12. Garota de Ipanema - Antônio Carlos Jobim, Vinícius de Moraes - [3:38]
13. Malafemmena - Totò - [4:18]
14. Love Me Tender - Elvis Presley, George R. Poulton, Ken Darby - [3:52]

## Formazione
- Andrea Bocelli - voce
- Ramon Stagnaro - chitarra acustica
- Corrado Sgandurra - chitarra
- Valerio Calisse - programmazione addizionale
- Jochem Van Der Saag - programmazione

## Classifiche

### Classifiche settimanali
| Classifica (2013)               | Posizione massima |
| ------------------------------- | ----------------- |
| Australia                       | 33                |
| Austria                         | 11                |
| Belgio (Fiandre)                | 12                |
| Belgio (Vallonia)               | 29                |
| Canada                          | 4                 |
| Danimarca                       | 11                |
| Finlandia                       | 13                |
| Germania                        | 42                |
| Giappone                        | 102               |
| Grecia                          | 26                |
| Irlanda                         | 3                 |
| Italia                          | 3                 |
| Norvegia                        | 2                 |
| Nuova Zelanda                   | 8                 |
| Paesi Bassi                     | 5                 |
| Polonia                         | 1                 |
| Portogallo                      | 9                 |
| Regno Unito                     | 7                 |
| Repubblica Ceca                 | 4                 |
| Spagna                          | 9                 |
| Stati Uniti                     | 2                 |
| Stati Uniti (Versione spagnola) | 59                |
| Svezia                          | 3                 |
| Svizzera                        | 34                |
| Ungheria                        | 2                 |

### Classifiche di fine anno
| Classifica (2013)                    | Posizione |
| ------------------------------------ | --------- |
| Corea del Sud (album internazionali) | 36        |
| Italia                               | 31        |
| Paesi Bassi                          | 85        |
| Stati Uniti                          | 71        |
| Ungheria                             | 32        |